# ダブ・ポエトリー

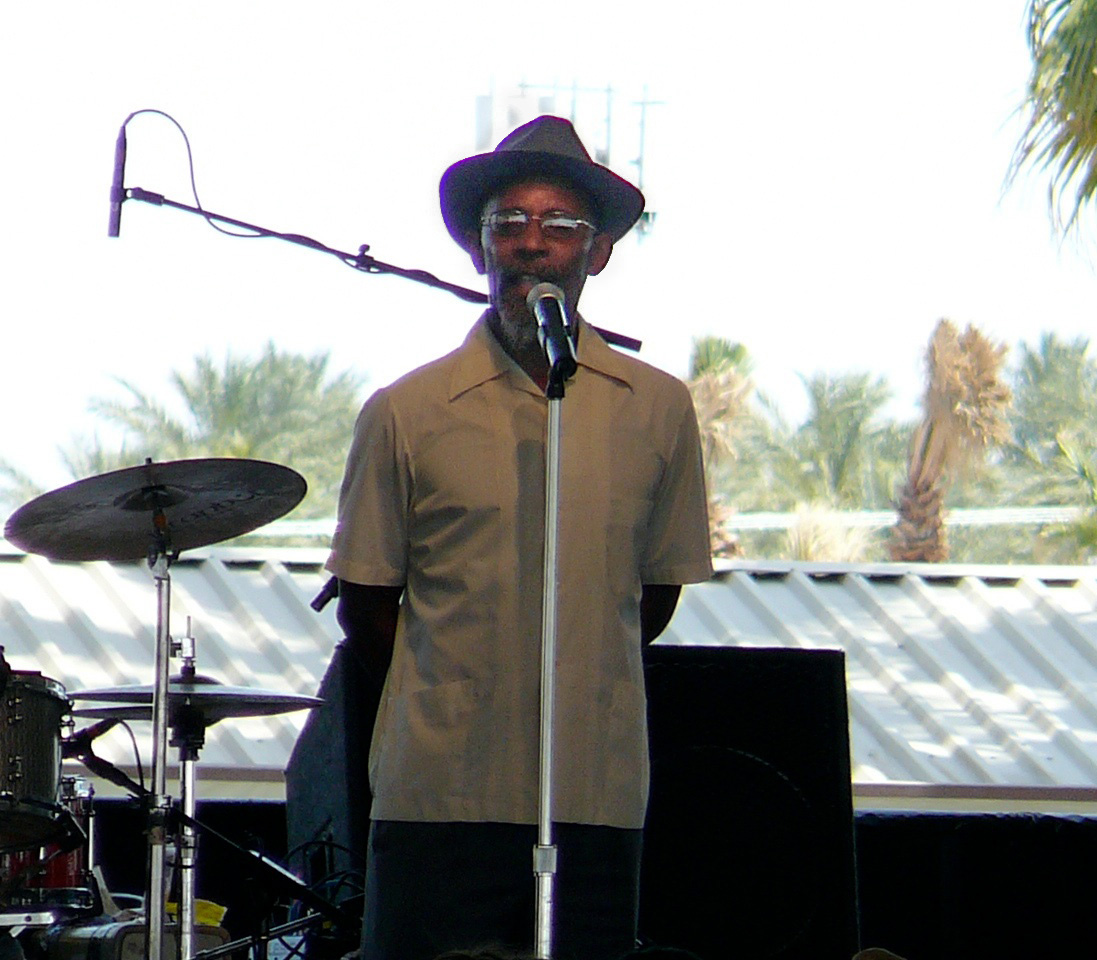
朗読を行うリントン・クウェシ・ジョンソン

ダブ・ポエトリー (dub poetry) は、レゲエ音楽に乗せた朗読詩である。ダブ・ポエトリーを行う詩人のことをダブ・ポエット (dub poet) という。

## 概要
1970年代にジャマイカで誕生したダブ・ポエトリーはレゲエ、またはダブのリズムに乗せてスポークン・ワードのように朗読される詩であり、その名称はオク・オヌオラによって名付けられた。

### 音楽的特徴
ダブ・ポエットは自作の詩をダンスホールレゲエのようにシングル盤やダブプレートのヴァージョンに乗せるのではなく、それぞれの詩のために作曲されたバンドによる生伴奏に乗せてステージ・パフォーマンスをすることが多い。
しかし、聴衆との一体感を高めるため無伴奏でアカペラを聞かせたり、コールアンドレスポンスを行うこともある。また、言葉にリズミカルにアクセントをつけて韻を踏んだり、派手なジェスチャーをつけたりもする。さらに時には自らの声にエコーやリバーブを掛け、ダブ処理を行う。

### ダンスホール・ディージェイとの差異
ダブ・ポエットによるパフォーマンスは、レゲエのリズムに喋るように詩を乗せるという点でダンスホールスタイルのディージェイとの共通点もある。しかし、より即興的要素の強いディージェイによるトースティングに対し、ダブ・ポエットはあらかじめ作詩された詩を朗読するという違いがある。
また、詩の内容にも差異が見られる。ダブ・ポエットはディージェイが下世話な内容を含む軽妙な話芸を見せるのとは対照的に、政治や社会の本質をテーマに辛辣な批判を繰り広げることが多い。それはダンスホールレゲエやルーツロックレゲエにも含まれている要素ではあるが、表面上の主題が愛やエレジーであったとしても、ダブ・ポエトリーは市井の声を代弁する形で政治や社会正義を表現することを旨とする。

## 歴史
1978年、ロンドン大学ゴールドスミス・カレッジ卒業生で、ブラックパンサー党員であったジャマイカ系イギリス人のリントン・クウェシ・ジョンソン (LKJ) はデニス・ボーヴェルのプロデュースで世界初のダブ・ポエトリー作品『Dread Beat an' Blood』を発表した。ジャマイカのオク・オヌオラはそのすぐ後に『Reflection In Red』を発表し、翌1979年にはイギリスのベンジャミン・ゼファナイアが『Rasta』を発表した。LKJは1981年からイギリスでLKJレコーズを主宰し、自身をはじめ、マイケル・スミス『Mi Cyaan Believe it』など様々なダブ・ポエットとミュージシャンの作品を書籍と録音物の両方の形で出版し続けている。LKJと同様に、ダブ・ポエットの多くはアルバムと同様に詩集を発表している。
ゼファナイアは詩と同様に小説作品も継続して発表しているが、よりアカデミックな方面で評価が高い。ゼファナイアは1989年、オックスフォード大学の詩学科教授に就任し、1999年にはイギリス桂冠詩人に任じられた。また、2003年には大英帝国勲章 (OBE) 叙勲候補となったがこれを辞退した。
ジャマイカのムタバルーカは1983年、アリゲーター・レコードから『Check it!』を発表して以来多数の作品を発表しているほか、長年IRIE FMのラジオ番組「Cutting Edge」のパーソナリティを務めている。
1980年代以降リリアン・アレン、アフア・クーパー、アードリ・ザイナ・マンディエラらを生んだカナダ最大の都市トロントはジャマイカ、イギリスに次ぐダブ・ポエトリーの中心地となっている。
2000年代に入ってもダブ・ポエトリーのシーンは活発である。ジャマイカではDYCRがダンスホールレゲエのリディムに乗せて「Chop Bush」、「The Barber」などをヒットさせたほか、2006年、イギリスのダブステップ・ミュージシャン、コード9がMCスペイスエイプ共に『Memories of the future』を発表した。
日本ではいとうせいこうらがダブ・ポエトリーを取り入れたパフォーマンスを行っている。